# Vizantijska književnost
Vizantijska književnost naziv je za srednjovekovnu književnost na grčkom jeziku, koja počinje oko 330. godine, kada je rimski car Konstantin Veliki posvetio Vizant, drevnu koloniju Grka iz Megare na peloponeskom Istmu, za novu prestonicu Rimskog carstva, izgradio ga kao Novi Rim, u svemu izjednačio sa starim i dao mu svoje ime ― Konstantinopolj, i traje do 1453. godine, kada je poginuo Konstantin XI Paleolog, zvan još i Dragaš, sin vizantijskog cara i vlastelke Srpkinje, od svih napušten, beznadežno braneći Carski grad od Mehmeda II Osvajača i njegovih osmanskih Turaka. Na svome je početku vizantijska književnost jednostavno grčka književnost kasnog carstva. Odlikuje je samo to što je u potpunosti srasla sa hrišćanskom književnošću grčkog jezika i što ova više ne živi zasebnim životom skriveno od državne i službene javnosti. Na svom kraju vizantijska književna predaja postaje bitna podloga za stvaranje moderne grčke nacije, a važne je i zanimljive veze vežu i za evropski humanizam.

## Uticaji
Ako se vizantijska književnost shvati kao izraz intelektualnog života helenizovanog stanovništva Istočnog rimskog carstva tokom hrišćanskog srednjeg veka, onda se ona mora posmatrati kao višeslojan organizam, u kome se starogrčka i hrišćanska civilizacija kombinuju na temeljima rimskog političkog sistema, postavljenog u intelektualnu i etnografsku atmosferu Bliskog istoka. U vizantijskoj književnosti učestvuju četiri različita kulturna elementa: na helenističku intelektualnu kulturu i rimsku upravnu organizaciju naslanjaju se i emotivni život hrišćanstva i svet orijentalne imaginacije, pri čemu ovaj poslednji element prožima preostala tri

### Grčki
Najstarija od ove tri civilizacije jeste grčka, koja se nije razvijala samo u Atini, nego i u Aleksandriji, pa i u čitavom helenističkom svetu. Tokom ovog perioda Aleksandrija je bila središte i grčkog intelektualnog života i grčko-judejske svakodnevice, pa je svoj pogled upravljala kako ka Atini tako i ka Jerusalimu. Ovaj intelektualni dualizam učene i narodne kulture prožima ceo vizantijski period. Čak i helenistička kultura pokazuje dve različite tendencije, jednu racionalističku i naučnu, i drugu romantičarsku i narodnu: prva je nastala u školama aleksandrijskih sofista i svoj vrhunac doživela u retorskim romanima, dok je druga svoj koren imala u Teokritovim idilama i svoj vrhunac doživela u romanima s idiličnom tematikom. Obe ove tendencije opstale su u Vizantiji, ali je prva, budući zvanično prihvaćena, zadržala dominaciju sve do pada Carigrada 1453. godine. Reakcionarni lingvistički pokret poznat kao aticizam pružao je podršku ovoj učenoj tendendiji. Aticizam je prevlađivao od 2. veka p. n. e. i zadržao kontrolu nad celom potonjom grčkom kulturom, tako da je živi oblik narodnog grčkog jezika bio potisnut u pozadinu i samo povremeno je dolazio do izražaja u privatnim dokumentima i narodnoj književnosti.

### Rimski
Aleksandrija kao intelektualni centar ima svoj pandan u Rimu kao upravnom središtu vlade. Naime, Vizantija na istorijsku scenu stupa kao Rimsko carstvo: njeni građani sebe su, sve do pada Carigrada 1453, nazivali Rimljanima ili Romejima (Rhomaioi), a svoj su grad često zvali Novim Rimom. Vizantijski su zakoni po karakteru bili rimski, a takva je bila i organizacija vizantijske vlade, vojske i vladajućeg staleža, privatni i javni život, a u početku je i zvanični jezik bio latinski. Organizacija države odslikavala je upravnu organizaciju iz doba Rimskog carstva, zajedno sa njenom hijerarhijom i birokratijom.

### Hrišćanski
Grčko-orijantalno hrišćanstvo nastalo je upravo u Aleksandriji. Tamo je nastala Septuaginta, tamo je nastala mešavina grčke filozofije i jevrejske religije koja je svoj vrhunac doživela u Filonu, tamo je cvetao mističko-spekulativni neoplatonizam uz koji se vezuju imena Plotina i Porfirija. U Aleksandriji su veliki grčki crkveni pisci delovali uporedo sa paganskim retorima i filozofima, a nekoliko njih se tu i rodilo, na primer, Origen, Atanasije i njegov suparnik Arije, Kiril Aleksandrijski i Sinesije Kirenski. Na egipatskom tlu je nastalo i procvetalo monaštvo. Nakon Aleksandrije, veliki je značaj imala Antiohija, gde je pod Jovanom Hrizostomom cvetala jedna škola hrišćanskih komentatora i gde je kasnije nastala hrišćanska svetska hronika kao književna vrsta. U Siriji nalazimo prave bisere grčke crkvene poezije, dok je iz susedne Palestine poticao Jovan Damsakin, poslednji od velikih crkvenih otaca.

### Orijentalni
Grčko hrišćanstvo imalo je izrazito orijentalni karakter. Egipat i Sirija zapravo su istinske kolevke grčko-orijentalne crkve i vizantijske civilizacije uopšte. Egipat i Sirija su, zajedno s Malom Azijom, za tamošnju autohtonu grčku civilizaciju postali mesta gde je nastalo na stotine naprednih gradova i gde je do izražaja mogla doći sva energija koja je u domovini bila skučena ili osiromašena. Ne samo da su ovi gradovi po materijalnom bogatstvu prevazišli grčku zemlju-maticu, nego su uskoro postali i mnogo većim središtima intelektualnog života. S obzirom na to nije čudno da oko devet desetina svih vizantijskih pisaca tokom prvih osam vekova vizantijske književnosti potiče iz Egipta, Sirije, Palestina i Male Azije.

## Književne vrste

### Istorije i hronike
Ove dve vrste sekularne prozne književnosti jasno ukazuju na dvojni karakter vizantijskog intelektualnog života u njegovim društvenim, religijskim i lingvističkim aspektima. S te tačke gledišta istoriografska i hronografska književnost nadopunjuju jedna drugu: prva je više aristokratska po svojim autorima i sekularna po karakteru, dok druga i po autorima i po karakteru više pripada crkvenom i manastirskom okruženju. Vizantijske istorije pripadaju učenoj književnosti, dok su hronike bliže narodnoj književnosti i narodnom grčkom jeziku. Istorije su pažljivo komponovane, dok hronike uglavnom daju samo sirovu građu. Istorije se ograničavaju na opisivanje savremenih i tek minulih događaja, dok hronike obrađuju celokupunu svetsku istoriju, onako kako je ona bila percipirana u srednjem veku. Stoga su istorije značajne pre svega za političku istoriju, a hronike za istoriju civilizacije.

#### Istoriografija
Vizantijska istoriografija u najširem smislu reči predstavlja nastavak i negovanje antičkih grčkih tradicija. Antička istoriografija (Herodot, Tukidid, Ksenofont i Polibije) bila je, dakle, neposredan uzor vizantijskoj istoriografiji, i ona je sve do Laonika Halkokondila nastojala da održi kontinuitet istorijskog prikazivanja, u istom duhu i na istom nivou. U tome je Vizantija dala svoja najbolja, "najliterarnija" književna dela, koja se mogu meriti samo sa ostvarenjima u crkvenoj poeziji i nekim delima teološke literature. Antičke i helenističke tradicije u istoriografiji nastavljaju neposredno vizantijski istoričari, ne samo oni iz ranovizantijskog odnosno poznorimskog perioda, ili istoričari 6. i 7. veka (Prisk, Prokopije, Agatija, Menandar Protektor i dr.) nego i oni iz kasnijeg doba sve do 15. veka. Istoričari saopštavaju građu svojega ili neposredno protekloga vremena: njihovo područje je zapravo savremena istorija. Publika kojoj su ova dela namenjena sastavljena je od visoko obrazovanih ljudi vizantijskog dvora i crkve. I mada vizantijski istoričar piše da bi svoju publiku upoznao sa činjenicama istorijskih zbivanja, on te činjenice saopštava na način koji je literaran, jezikom svežim i plastičnim. Ličnost je u središtu istorijskog prikazivanja, a s time i čitavo to prikazivanje biva obojeno literarno-subjektivnom interpretacijom njenoga karaktera, kako to inače biva u književnom stvaranju. Za vizantijskog istoričara, istorija je pre svega istorija ljudi, ne društva, i zakonitosti istorijskog zbivanja svode se, naravno, najpre na metafizičke zakone, a onda na psihološke i moralne zakonitosti ponašanja pojedinih ličnosti. Zato ličnost ovde daje osnovni ton.
Vizantijska istoriografija broji mnoga krupna imena, bez čijeg bismo dela u poznavanju Vizantije imali nenadoknadivih praznina. Ovi su istoričari, pored toga, imali i neposrednih zasluga za razvitak vizantijske države i kulture uopšte, predstavljajući kulturnu i političku elitu, vrhunac na društvenoj lestvici. Većina vizantijskih istoričara zauzimala je najviši položaj i imala vrlo odgovorne funkcije carskih savetnika, sekretara, diplomata, pravnika, logoteta i sl., pa među njima nalazimo pravnike kao što su Prokopije, Agatija, Evagrije, Mihailo Atalijat, državnike kao što su Jovan Kinam, Nikita Honijat, Georgije Pahimer, Laonik Halkokondil, oficire i diplomate kao što su Nićifor Vrijenije, Georgije Akropolit, Georgije Sfrances, pa čak i careve i članove carskih porodica kao što su Konstantin Porfirogenit, Ana Komnina, Jovan VI Kantakuzin i drugi.
Vizantijski istoričari, prema tome, predstavljaju ne samo socijalni nego i intelektualni biser svoga vremena, nalikujući na svoje antičke prethodnike, Herodota, Tukidida, Ksenofonta i Polibija, koje su uzimali za uzore. Poneki vizantijski istoričar odabira jednog antičkog pisca da mu služi kao uzor u stilu i metodu, ali najčešće se za uzore uzimalo više pisaca, a taj je običaj doprineo izgradnji osobenog mozaičkog stila, karakterističnog za vizantijsku književnost, koji je onemogućavao razvoj nekog individualnog autorskog stila. Da su tako značajni istoričari kakav je bio Prokopije svoja dela sastavljali po uzoru na Polibija, a ne Tukidida, vizantijske bi istorije možda nastavile tradicionalni stil i metodologiju helenskoga doba. Međutim, helenistički aticisti su kasnijim generacijama snažno nametnuli svoj ukus i osećaj divljenja prema zlatnom dobu Atine. Nije slučajno ni to što su vojni oficiri kao Nikifor Vrijenije (11-12. vek) i Jovan Kinam (12. vek) podražavali Ksenofonta u preciznosti dikcije, niti što je jedan filozof kakav je bio Nićifor Grigora (13. vek) za svoj uzor uzeo Platona. S druge strane, nesumnjivo je upravo slučajnost to što su neki teološki pisci kao Lav Đakon i Georgije Pahimer odabrali da se oslanjaju na homerski stil. U svakom slučaju, upravo kod istoričara kasnijeg perioda najviše dolazi do izražaja dualitam vizantijske civilizacije: crkveno-politička tematik zaodenuta u stil klasične proze.
Premda su vizantijski istoričari najviše zavisili od antičkih modela, pa se stoga čini da oni predstavljaju jedan kontinuirani niz u kome se na prethodnika nastavlja njegov naslednik, oni se ipak ne stapaju u jednu uniformisanu celinu. Većina istoričara pripada ili periodu 6. i 7. veka, dakle tokom vladavine istočnorimskih careva, ili periodu od 11. do 14. veka, dakle u doba vladavine dinastije Komnina i Paleologa. Na svom vrhuncu, koji pada u vreme vladavine makedonske dinastije (9. i 10. vek), vizantijski je svet dao mnoge velike junake, ali ne i značajne istoričare, osim usamljene ličnosti cara Konstantina VII Porfirogenita.
U prvom periodu (6. i 7. vek) najznačajniji je Prokopije, kako zbog teme koju obrađuje tako i zbog književne vrednosti njegova dela. Njegova Tajna istorija, tipično vizantijsko delo, napada cara Justinijana s jednako snažnim patosom s kojim ga njegovo delo O građevinama uzdiže i slavi. Međutim, u književnom stilu i načinu istorijskog izlaganja on sledi antičke uzore, kao što se vidi po preciznosti i lucidnosti njegovog pripovedanja modelovanog prema Tukididovom te u pouzdanosti obaveštenja koja daje, što su sve veoma značajni kvaliteti za jednog istoričara. Prokopije, a u velikoj meri i njegov sledbenik Agatija, ostali su uzorima ovog deskriptivnog stila sve do 11. veka. Prokopije je prvi predstavnik uzvišenog stila u vizantijskoj književnosti, a u tome ga je prevazišao samo Teofilakt Simokata u 7. veku. Međutim, uprkos neklasičnom obliku njihovih dela, ovi istoričari približavaju se antici po svojoj slobodi od crkvenih i dogmatskih tendencija.
Između istorijskih dela prvog i drugog perioda stoji jedna izolovana skupina dela, koja po tematici i obliku predstavljaju jasnu suprotnost obema ovim grupama. To su dela sačuvana pod imenom cara Konstantina VII Porfirogenita (10. vek) i koja obrađuju upravu nad carstvom, njegovu političku podelu i ceremonijal vizantijskog dvora. Ova dela bave se uglavnom unutrašnjim prilikama u carstvu, te predstavljaju važne izvore za etnografske informacije i istoriju civilizacije, a neka su značajna i po tome što se služe i izrazima iz narodnog govora.
Druga grupa istoričara predstavlja klasični eklekticizam ispod koga se skriva neklasična tradicija pristrasnosti i teološkog fanatizma. Premda su pisali u raskošnim klasičnim oblicima, istoričarima doba Komnina i Paleologa nedostajalo je klasičnog duha. Iako su mnogi od njih imali jače i privlačnije ličnosti nego pisci Prokopijeve tradicije, sama snaga ličnosti ovih pojedinaca i njihove bliske veze sa carskom vladom narušile su objektivnost istorijskog prikazivanja i proizvele subjektivna i pristrasna dela. Tako Aleksijada, pedantno delo princeze Ane Komnine, slavi njenog oca Aleksija I Komnina i reorganizaciju carstva koju je on započeo. Istorijsko delo njenog supruga, Nićifora Vrijenija, opisuje unutrašnje sukobe koji su pratili uspon Komnina u obliku svojevrsne porodične hronike (kraj 11. veka). Jovan  Kantakuzin samozadovoljno pripoveda o svojim vlastitim dostignućima (14. vek). U ovoj grupi istoričara nalaze se i snažne antiteze, kako lične tako i objektivne. Nasuprot Jovanu Kinamu, koji je iskreno mrzeo sve što dolazi iz zapadne Evrope, stoje tolerantni Nikita Honijat (12. vek) i pomirljivi ali dostojanstveni Georgije Akropolit (13. vek). Nasuprot teološkom polemičaru Georgiju Pahimeru (13. vek) stoji građanin sveta Nićifor Grigora (14. vek) sa svojim dubinskim poznavanjem filozofije i antičkoga sveta. Premda subjektivni u unutrašnjim pitanjima vizantijske istorije, ovi i drugi istoričari ovoga razdoblja ipak su objektivni u prikazivanju spoljašnjih događaja, a posebno su vredni kao istorijski izvori za pojavz Slovena i Turaka na istorijskoj pozornici Evrope.

#### Hronografija
Hroničarski vid istorijskog prikazivanja razvio se u Vizantiji do savršenstva, i postao karakterističan za vizantijsku istoriografsku književnost uopšte. To je posledica činjenice da hronika, koja želi da pruži zaokruženu istoriju sveta kako bi svet u svome dinamičkom procesu mogao opet biti shvaćen kao jedna celina, najviše i odgovara vizantijskoj (možda uopšte srednjovekovnoj) potrebi da vlastitu istorijsku stvarnost izvede – preko božanske kosmogonije – iz akta božje volje i dejstva božje promisli, ili, kako bi to Vizantinac najradije rekao, iz Božje "ikonomije" (= plana). U hronici se opet srećemo sa onim što je izrazito vizantijski, srednjovekovni kolorit: sa religioznom, odnosno istoriozofskom interpretacijom sveta. Istorija je drama, a hronika priručnik sa građom koja treba da omogući rekonstrukciju te drame i razumevanje njene osnovne poruke. Zato hronika najčešće, i po pravilu, nastaje u crkvenoj sredini, i to upravo u monaškoj sredini. Vizantijska hronografija po svom je osnovnom karakteru lektira za široke slojeve, lektira koja treba da pouči i zabavi. Zato je njen ton didaktičan, ali i pristupačan i čitak. Pisana je jednostavnim jezikom, koji se u mnogim elementima približava narodnom govoru. Zahvaljujući tim osobinama, hronika je raširenija od "čistih" istorijskih dela: ona je prešla granice grčkog jezika i, prevedena na latinski, staroslovenski i neke orijentalne jezike, odigrala je značajnu ulogu u formiranju istorijske svesti mnogih evropskih naroda. Od čitave vizantijske istoriografske književnosti jedino su hronike prevođene na staroslovenski. Zbog svega toga je s pravom rečeno da je kulturno-istorijski značaj hronika daleko veći od značaja "pravih" istorijskih dela.
Činjenica da su vizantijske hronike, za razliku od "čisto" istorijskih dela, bile namenjene širokoj publici uticala je na razlike koje između ova dva korpusa postoje u pogledu njihovog porekla, razvoja, raširenosti, te karaktera, metodologije i stila. Premda koreni vizantijske hronografije još uvek nisu pouzdano utvrđeni, njihovo relativno kasno pojavljivanje (6. vek) i potpuno odsustvo helenističke tradicije u njima znače da one predstavljaju relativno novu tvorevinu. Hronistika je prvobitno bila nešto strano grčkoj civilizaciji, pa je i prva hronika koja se pojavlila u Vizantiji bila je delo jednog neobrazovanog Sirijca. Njen pretpostavljeni prototip, Hronografija Seksta Julija Afrikanca, ukazuje na orijentalne hrišćanske izvore. Nepovezana sa ljudima od ugleda i položaja i bez dodira sa svetom dvora i aristokratije, ona prati modele ograničene na svoju vlastitu usku sferu. U 9. veku vizantijska hronostika doživljava svoj vrhunac, upravo u doba kada dolazi do opadanja istorijske književnosti. Nakon toga hronografija ubrzano propada; kasniji manji hroničari, kojih je bilo sve do 12. veka, ugledali su se delom na savremene, a delom i na starije istoričare. Za vreme Paleologa više se ne pojavljuju hronografska dela.
Hronike nisu samo važan izvor za istoriju vizantijske civilizacije, nego su i same uticale na širenje te civilizacije prema novopridošlim Slovenima, Mađarima i Turcima. Obrađujući ono što je zanimalo običan narod – čudesne i zastrašujuće događaje opisane živim bojama i protumačene terminima hrišćanske interpretacije – hronike su izvršile značajan uticaj. Metodologija obrade istorijske građe sasvim je primitivna: iza svakog njihovog dela nalazi se neki stariji izvor koji je samo malo modifikovan, tako da celina nalikuje nekom zborniku sirove građe a ne brižljivo obrađenom mozaiku vizantijskih istoričara. Hronike su bogati izvor za proučavanje komparativne gramatike, jer su pisane narodnim jezikom, koji odaje siromašno obrazovanje i njihovih autora i publike kojoj su bile namenjene.
Najznačajnije vizantijske hronike napisali su Jovan Malala, Teofan Ispovednik i Jovan Zonara. Malalino delo predstavlja prvi primerak jedne hrišćanske vizantijske hronike nastale u manastirskom okruženju, a sastavio ju je u Antiohiji u 6. veku helenizirani Sirijac i monofizitski teolog. Prvobitno zamišljena kao gradska, proširila se u svetsku hroniku i postala popularno istorijsko delo, puno faktičkih i hronoloških grešaka, ali ipak glavni izvor za većinu kasnijih hroničara kao i za neke crkvene istoričare. Ta je hronika istovremeno prva narodna istorija koja je prevedena na staroslovenski jezik (početkom 10. veka). Bolja je u obradi i rasporedu građe, i više istorijska, jeste Hronika koju je napisao Teofan ispovednik, monah iz 9. veka, rođen u Maloj Aziji, koja je takođe postala uzorom kasnijih hroničara. Ona sadrži mnogo vrednih informacija koje potiču iz izvora koji nam se nisu sačuvali, a posebno važnom za Zapadnu Evropu čini je činjenica da je već do kraja 9. veka bila prevedena na latinski jezik. Kratka istorija Jovana Skilice napisana je kao povest vizantijskih careva, pa je i klasifikacija građe izvedena na tom principu. Univerzalna hronika Jovana Zonare (12. vek) donekle odslikava atmosferu komninske renesanse: ne samo da pripovedanje teče lepše i lakše nego Teofanovo, nego su u tekst uključeni i mnogi odlomci iz antičkih pisaca. Ta je hronika bila prevedena ne samo na staroslovenski i latinski, nego i na italijanski i francuski jezik (16. vek).

### Hagiografija
Posebnu vrstu istorijske književnosti, koja ujedno pripada i religijskoj književnosti, čine žitija svetaca, odnosno hagiografija. Ovaj se književni rod obično i stavlja u grupu teoloških spisa, jer njegov osnovni cilj više i nije spasavanje ljudskih događaja od zaborava putem pisanog beleženja, već čista religiozna pouka. Žitija svetaca pripadaju, strogo uzev, liturgijskoj književnosti: istorija nije njihov osnovni zadatak i smisao. Međutim, hagiografija se može svrstati i među dela istorijske književnosti zbog istoriografske geneze i teološko-didaktičke evolucije ovog književnog roda, što predstavlja jednu karakterističnu pojavu za vizantijsku i srednjovekovnu književnost uopšte. Metafizičko-moralizatorske tendencije vizantijskog istorijskog prikazivanja došle su ovde do svog punog izražaja i odnele potpunu pobedu.
Hagiografija počinje kao istinita priča o mučeništvu i hrabrosti, o suđenju, torturi i smrtnoj kazni stvarnih, istorijskih osoba – mučenika. Ponekad su to čak i sačuvani sudski zapisnici, dakle neposredna dokumentacija, svojevrsni dosijei procesa. Ponekad je to, opet, svedočanstvo prisutnih, povest neposrednog očevica, neka vrsta verodostojne sudske reportaže. Takva acta martyrum (kratki izveštaji o pojedinim mučenicima) predstavljaju autentičan istorijski izvor. Po ugledu na ova istorijska saopštenja nasleđena iz previznatijskog, rimskog perioda crkvene istorije, ranovizantijsko žitije je pisano trezveno, o realnim istorijskim ličnostima, u okvirima mogućeg. Međutim, u svojoj daljoj evoluciji, žitije kao istorija, istorija pojedinih ličnosti – dakle kao biografija ili dokument o mučeništvu – sve više gubi na verodostojnosti, istorijska istina u njemu se odeva u ruho privlačno za maštu srednjovekovnog čoveka i biva opterećena čudesima, demonomanijom i sujeverjem. U čitavom svom viševekovnom postojanju vizantijska se hagiografija kreće između ta dva pola: istorije i legende. Baš ta promena kazuje vrlo mnogo o vizantijskom poimanju istorije, upravo o onom shvatanju koje je uslovilo pojavu i čak neku vrstu pobede vizantijske hronistike. Koliko god se "čisti" istoričari trudili da u svojim istorijskim delima pruže samo istorijsku činjenicu, to ni njima ne uspeva u potpunosti. Hronografija je već rađena u biblijskim okvirima, tako reći sa biblijskom pretenzijom: u njoj je istorija i vidljivo obeležena kao proces koji počinje stvaranjem sveta, dakle aktom božjim, i koji vodi ciljevima identičnim sa ciljem stvaranja – uspostavi carstva božjeg.
Hagiografija je otišla u tome do kraja. Od istorije je u njoj ostalo samo jezgro, izvesna nesumnjiva faktografska podloga – manje ili više autentična u zavisnosti od toga o kome se piše, ko piše i kada piše. Zapravo, nije to jedino što je u žitiju ostalo od istorije, i svako žitije je – pored sve svoje eventualne fantastike – u drugom smislu istorijski autentično: ono je svedočanstvo vremena i sredine, u objektivnom smislu; a u subjektivnom, u tome šta hoće da pruži pa i šta pruža, ono je simbolično i alegorijsko ili čak sasvim neposredno saopštavanje neke etičke ideje. Tu, dakle, vizantijska istorijska književnost prelazi u teološku, pretvara se u teologiju, a u isto vreme dobija i obeležja nekih drugih književnih vrsta, pre svega pesništva, i pesničke drame posebno, a zatim retorike (elementi panegirika, pareneze i dr.).
Vizantijska hagiografija bi živnula kad god je neko veliko zbivanje u crkvi aktualiziralo bilo ispovedničku smelost mučenika ili bizarnost pustinjačkog podviga. U tim prilikama hagiografija se uvek vraća na svoju polaznu tačku, na temelj realnih istorijskih činjenica, te i pored sve svoje panegiričnosti, sadrži uvek ubedljivo jezgro istorijske istine. Hagiografska legenda nastaje tek kada se žitije odvoji od aktuelnog zbivanja, bilo isto to žitije od svog arhetipa, ili čitava jedna grupa žitija od događaja zbog kojih je nastala. S obzirom da se događaji vezuju za jednog glavnog junaka, žitija se često nalaze na granici romanesknog. Najčešća scena u kojoj se odigrava život sveca je pustinja, a glavni centri žanra su Egipat, Palestina i Sirija, gde je podvižništvo i najviše cvetalo; to su uopšte centri teoloških zbivanja. Hagiografija opada sredinom 7. veka, kao i vizantijska književnost u celini, a do obnove dolazi početkom 9. veka.

### Poezija
Ranije se smatralo da Vizantija nikada nije imala svoje pesništvo, da je poetski duh stran vizantijskom književnom stvaralaštvu, da je sve što nam je od Vizantinaca ostalo na tom području proza, ili u najboljem slučaju imitacija, i to uvek loša, velikih klasičnih uzora helenske poezije. Klasično obrazovane generacije istoričara književnosti, sve do kasnoga 19. veka, tražile su u pesništvu srednjeg veka – naročito u pesništvu grčkom – prisustvo klasičnih poetskih merila i vrsta, pre svega stih organizovan u duhu kvantitativnog načela prema dužini sloga. Takve poezije Vizantija, zaista, skoro da nema, a ukoliko je i ima, onda je to uglavnom pokušaj da se manje ili više korektno podražava klasični uzor. Ali je zato Vizantija stvorila pesmu slobodnu od kvantiteta klasične metrike, kretanu čistim, izvornim ritmom jezika – književnog ili narodnog, poeziju crkvenu i religioznu, i pesmu pisanu jezikom demosa, u ono doba prezrenog ali jedino sposobnog da preživi gorku sudbinu vizantijske kulture. U stvari, vizantijsko pesništvo je veliko po obimu i značajno po vrednosti. Pogotovo od trenutka kada je u grčkoj crkvenoj poeziji otkrivena ritmička zakonitost himni i kanona, i kada je njenom religioznom pesničkom jeziku priznata vrednost iskrenog i nadahnutog umetničkog izraza, uvidelo se da je vizantijskim pesništvom poetika obogaćena jednom novom kategorijom.
Osim toga, pesništvo je u ovom slučaju najbolji put da se shvati sav kompleks književnog stvaranja jednog društva dalekog od nas ne samo vremenom nego i jednim ogromnim kulturno-istorijskim hijatusom koji nas čini nesposobnim da – u svome vremenu – doživimo jedno drugačije vreme, ne naše i ne našim shvatanjem sveta prožeto. Pesništvo je, pored istoriografije, upravo ona vrsta književnog stvaralaštva kroz koje se najbolje može razumeti vizantijska kultura, njen duh, pogled na svet, njene vrednosti, preokupacije. Tu će se videti da Vizantinac nije hladan, dosadno učen, neinventivan, iako i to ume da bude. On jeste obuzet crkvom, ali on nije samo teolog: njegova religioznost dostiže i sublimne visine lirskog doživljaja u kome se religiozno spaja s estetskim, Logos sa Lepotom. Vizantinac je i političar, ali ne samo vatreni navijač dema nego i pažljivi posmatrač istorijskog zbivanja. On je u svemu pesnik više no pripovedač. I kada hoće da kaže svoju reč o ljudima s kojima živi, reći će to kroz pesmu, pre svega kroz epigram. Pesničke tvorevine pisane na narodnom, dimotičkom jeziku, otkriće svežinu narodnog duha kroz čitavo doba Vizantije, sve izrazitije što se ono književno, i naročito – učeno stvaranje bude bližilo svome kraju.
Za razliku od crkvenog pesništva, samostalnog u svome nastanku i razvitku, vizantijska profana poezija naslanja se na antiku. Ona je zapravo profana po svojoj neliturgijskoj nemeni, s jedne strane, i po antičkoj formi, s druge, ali je ta poezija dobrim delom i dalje religiozna po svojoj tematici ili bar po koloritu u koji je odevena. U stvari, i profana poezija Vizantije tek je svojim manjim delom u pravom smislu reči profana. U posebnu grupu, u odnosu na crkveno ritmičko pesništvo, izdvaja ga nedvosmisleno nadovezivanje na antičku književnu tradiciju, pre svega u formalnom smislu. Kvantitaivna metrika je polazni princip, mada ne sasvim dosledno sproveden i naročito ne u svojim čistim prvobitnim stopama. I profana poezija, zapravo, raskida svoje veze sa metričkim normama antike. Ona je u Vizantiji razvila novu metričku formu, tzv. politički stih. Politički stih je građen prema akcentu, i istovetni stihovi se ponavljaju jedan za drugim, za razliku od ritmičke pesme u kojoj se s periodom menja i stopa. Po rečima Krumbachera, politički stih je najvažnija koncesija koju vizantijska profana poezija čini duhu svoga vremena. Poreklo političkog stiha nije sasvim razjašnjeno. Mišljenje da je taj stih nastao u 10. veku korigovano je otkrićem ovog stiha u poslovicama navedenim u delima 7. veka (Lestvici Jovana Lestvičnika i Lugu duhovnom Jovana Mosha). Moguće je da se u političkom stihu pevalo i pre 7. veka. Kao što se nije moglo potpuno nadovezati na antiku u svojoj metrici, tako profano pesništvo nije moglo oživeti ni izvesne pesničke vrste koje su obeležavale antičku književnost. Ni epika, ni drama, čak ni lirika klasičnog perioda u Vizantiji nisu mogli da opstanu.

#### Epigram
Epigram je odgovarao ukusu Vizantinca zbog svoje ornamentalnog karaktera i mogućnosti da se kroz njega izrazi autorova intelektualna domišljatost. Taj književni oblik u potpunosti je odgovarao minijaturi u umetnosti koja je doživela veliki procvat u Vizantiji. Epigram od autora je nije zahtevao neku veliku imaginaciju, a glavna se teškoća sastojala u tehnici i postizanju najbolje moguće pregnantnosti u izrazu. Među vizantijskim epigramatičarima mogu se razlikovati dve skupine: jedna klasicističko-humanistička i druga hrišćansko-religijska. Najznačajniji predstavnici prve grupe jesu Agatija (6. vek) i Hristifor iz Mitilene (11. vek), a druge teološki pisci Georgije Pisida (7. vek) i Teodor Studita (9. vek). Između ove dve skupine, kako hronološki tako i po karakteru, stoji Jovan Geometar (10. vek).
Osnovne faze u razvoju vizantijskog epigrama mogu se videti na primeru Agatija, Teodora Studite i Jovana Geometra. Agatija, koji je značajan i kao istoričar, kao epigramatičar pokazuje osobenosti književnog pravca koji je započeo polu-Vizantinac polu-Egipćanin Nono (oko 400). Pisao je afektivnim i pompeznim stilom u klasičnim heksametarskim stihovima, ali ipak obiluje brilijantim idejama i vešt je u podražavanju antičkih uzora, posebno u erotskim epigramima u kojima nadilaze većinu epigramatičara carskoga perioda. Agatija je sastavio i jedan zbornik epigrama, u koji je uvrstio i svoje epigrame ali i epigrame drugih autora, od kojih su neki kasnije ušli u Palatinsku antologiju, pa su nam tako i sačuvani. Monah Teodor Studita u svakom pogledu predstavlja suprotnost Agatiji: duboko pobožan sa dobrom moći zapažanja prirode i života, pun osećaja, topline i jednostavnosti izraza, slobodan od ropskog podražavanja antičkih pisaca, premda donekle pod Nonovim uticajem. Premda u epigramima obrađuje najrazličitije stvari i situacije, za istoriju civilizacije posebno su zanimljivi oni koji govore o životu i ljudima u njegovom manastiru. Jovan Geometar kombinuje aspekte ova dva epigramatičara. Tokom svog života on je vršio i sekularne i crkvene dužnosti, a njegova poezija ima univerzalni karakter. Premda duboko religiozne naravi, on ipak ceni veličanstvenost antičke kulture. Pored epigrama o antičkim pesnicima, filozofima, retorima i istoričarima, pisao je epigrame o crkvenim ocima, pesnicima i svetiteljima. S književne tačke gledišta epigrami na savremene i sekularne teme bolji su mu od onih koji se bavi religioznim i antičkim temama, a oni najbolji opisuju istorijske događaje i situacije u kojima je sam učestvovao.

#### Panegirik
Čak su i najbolji pisci sastavljali zvanične panegirike o carevima i njihovim dostignućima. Tipične su za ovu vrstu književnosti komemorativna pesma Pavla Silencijarija o posvećenju crkve Svete Sofije i pesma Georgija Piside o prinčevoj slavi. Na osnovu toga o karakteru ovih pisaca ne treba donositi negativne zaključke, jer su takve pohvale sastavljali ne samo dvorjani kao Mihailo Psel i Manojlo Fil (13. vek), nego i takve nezavisne ličnosti kakvi su bili Evstatije i Mihailo Honijat. Ta je pesnička vrsta postala tradicionalna, pa se prenela iz carskoga Rima u Vizantiju kao deo antičke retorike sa svom ekstravagancijom jedne dekadentne književnosti. To je bila neka vrsta neophodnog ustupka despotizmu, koja nije vređala ukus vizantijske publike.

#### Satira
Preteča vizantijske satire bio je Lukijan, čiji su proslavljeni Dijalozi mrtvih predstavljali uzor za dva dela, od kojih satiru Timarion (12. vek) karakteriše pomalo sirov humor, a satiru Mazarisov put u Had (početal 15. veka) britka satiričnost. Obe satire opisuju put u podzemni svet i razgovore sa mrtvim savremenicima; u Timarionu njihovi nedostaci kritikuju se sa dozom dobronamernosti, dok se u Mazarisu, pod krinkom pokojnika, jednostavno stignatizuju još živi ljudi i savremene prilike, posebno na vizantijskom dvoru. Timarion je više književna satira, a Mazaris politički pamflet, s oštrim ličnim napadima bez mnogo književne vrednosti, ali ipak veoma zanimljiv za istoriju civilizacije. Timarion je pisan iskreno popularnim tonom, a Mazaris jednostavno vulgarnim i sirovim. Po ugledu na ova dva dela u 16. veku sastavljene su dve narodne satire koje takođe opisuju silazak u podzemni svet. Timarionu odgovara Apokopos, koja predstavlja satiru mrtvih na račun živih, sa dosta poetičkih delova (npr. procesija pokojnik) i odaje uticaj italijanske književnosti. Mazarisu pak odgovara satira Piccatores, poduže metričko delo, ali ne bas poetično.
Druga grupa satira ima oblik dijaloga između životinja, koji se očigledno razvio iz popularne hrišćanske knjige koja je poznata pod naslovom Physiologus. Te satire opisuju okupljanja četvoronožaca, ptica i riba koje izgovaraju razne žalopojke na račun klera, carske birokratije, stranih naroda koji žive o carstvu itd.
Ovde pripadaju i parodije u obliku crkvenih pesama, u čijem je stvaranju učestvovao i sam kler, npr. episkop Nikita iz Sere (11. vek). Jedan primer ovakve "bogohulne" književnosti, premda on nije sasvim razumljiv, jeste Ismevanje jednog bezbradog čoveka u obliku opscene liturgije (14. vek).

#### Prosjačka pesma
Najčudniji profani pesnik Vizantije živeo je u 12. veku, za vreme careva Aleksija , Jovana  i Manojla I Komnina u Carigradu: to je Teodor Prodrom, čuveni „prosjak” vizantijske poezije, nazvan Ptohoprodrom (= siroti Prodrom), pesnik dvora i ulice, raskoši i krajnje bede, sluga aristokratije i večni pripadnik demosa. Prodrom je bio neobično plodan i raznovrstan pisac. Njegova prozna dela značajnija su i srećnija od poetskih sastava, ali je ovih poslednjih mnogo. Pesme su mu kratke ili veoma opsežne. Najopsežniji mu je roman u stihovima Rodanta i Dosiklej, u devet knjiga sa ukupno 4616 jampskih stihova, čiji uzor treba tražiti u Heliodorovim Etiopikama. Drugo važnije delo je Rat mačke i miša, dramska parodija u 384 stiha, inspirisana takođe antikom. Zanimljivu alegoriju razvija Prodrom u Prognanom prijateljstvu (jamb), a alegoriju daje i u pesmi O slici života, kao i u Stihovima o dvanaest meseci. Kao pesnik satira dao je dva dela: Satiru protiv pohotljivog starca i Satiru protiv jednog bradatog starca, obe sa po 102 jampsha stiha. Najveći mu je broj prigodnih pesama, posvećenih ličnostima dvora, u kojima se prikazuje kao prosjački pesnik koji bogoradi i zahvaljuje do iznemoglosti. Tih nekoliko prosjačkih pesama ispevanih dimotikom sveže su i trajne poput pesama starofrancuskog pesnika Rutebeufa (umro 1280), i svojim setnim humorom na račun materijalne besplodnosti naučnih studija sposobne su da i u naše vreme izazivaju žive asocijacije.
Za razliku od Teodora Prodroma, drugi tipično dvorski pesnik, ugledni diplomata Manojlo Fil (oko 1275–oko 1345) bavio se isključivo poezijom. Pisao je pesme o prirodoslovnim predmetima (npr. o osobinama životinja, biljaka i dr.), dijaloške komade, epigrame o crkvenim svetkovinama, opise umetničkih dela (ekfraze) i epigramske prigodne pesme. Mnogi od njegovih epigrama su zahtevi za pomoć u namirnicama, naročito u divljači, a upućeni su istaknutim ličnostima, pa se po tome približavaju Prodromovoj "prosjačkoj pesmi".

#### Crkvena poezija
Ne računajući narodno pesništvo, crkvena poezija je, po rečima Krumbahera, jedina pesnička novotvorevina poznogrčko-vizantijskog doba, upravo ona grupa vizantijskih pesama koja ima vlastiti razvitak, koja se kao uzajamno povezana celina organski, po svojim unutrašnjim zakonima razvija, cveta i opada. Tu vizantijska književnost dostiže potpuno originalni domet, i stvara nešto što nema korena u antici i ne predstavlja podražavanje starih obrazaca. Istina, počeci crkvene poezije, "doba pripreme", nastaju prema ovim obrascima, kako u pogledu jezika i izraza tako i u metričkom smislu: u himni Klimenta Aleksandrijskog (150–215) dolazi do izražaja klasični anapest, u Metodijevom (umro 311) Simposionu – horska odnosno dramska kompozicija pesme i jampska stopa, mada s mnogo odstupanja. Međutim, to su još helenistički uticaji, i ove pesme nikada nisu bile u široj crkvenoj, liturgijskoj upotrebi. Nije se mogao održati ni antički manir Grigorija iz Nazijanza (338–390), koji se obilno i ne bez uspeha služi heksametrom, trohejem i jambom. Nemaju sledbenika ni Apolinarije Mlađi (umro 390) i Sinesije Kirenski (umro oko 413), a ni Nono (početak 5. veka), koji metrički parafrazira Evanđelje po Jovanu pošto je već pre toga napisao svoj Spev o Dionisu.
Premda će se antičke forme pokatkad sresti i kasnije, kod jednog Jovana Damaskina, Ignjatija Ðakona, Lava Mudrog, Prodroma, Manojla Fila i drugih, crkveno pesništvo ipak nije moglo biti izgrađeno na antičkim formalnim osnovama. Izgleda da uzrok toj pojavi treba tražiti u novini religiozne invencije i starojevrejskim odnosno ranohrišćanskim uticajima (Psalmi) te u potrebi za novim, kvalitativno drugačijim izrazom, a nikako u zaboravljanju pesničke veštine nasleđene iz antičkog doba. Vizantijska crkva nije mogla pevati skandirajući kratke i duge slogove, jer joj to nije dopuštala ni nova melodija grčkog jezika, zasnovana na novim glasovnim vrednostima diftonga i vremenskom izjednačavanju kratkih i dugih vokala i slogova podvrgnutih zakonu naglaska a ne trajanja, ali ni tip religioznog nadahnuća vizantijskog čoveka – emotivni, pektoralni više no intelektualni. Pravo vizantijsko crkveno pesništvo jeste pesništvo ritma, gde se kao glavni princip uzima broj slogova i akcenat: slogovi se broje bez obzira na kratkoću i dužinu, hijat se zanemaruje, kao i elizija, a razlika između akuta i cirkumfleksa ostaje neprimećena. To su sve upravo razlozi zbog kojih je vizantijskoj crkvenoj pesmi vrlo dugo osporavana njena poetska suština, i što se sve do nedavno smatralo da je forma grčkih crkvenih pesama u stvari – proza. Tome je možda doprineo i estetički stav samih Vizantinaca, koji su crkvene himne, nasuprot klasicističkoj metrici, držali za prozu. Ali upravo oni su otkrivali da se te himne sastoje iz određenog broja slogova, akcenta i rime te da se od obične proze potpuno razlikuju. Krumbaher primećuje: „Da su svoje himne Vizantinci smatrali za prozu u običnom smislu reči, ne bi njihove autore nazivali melodima, pevačima, pesnicima”. Upravo je već za Vizantince pojava ritmičke pesme bila nova pojava, koju ni sami nisu mogli objasniti u skladu sa do tada, i tada još uvek važećim poetskim normama.
U formalnom pogledu, u ritmičkoj crkvenoj poeziji ističu se dva vida kao glavna: to su himna i kanon. Himne (naziv je novijeg datuma, dok se u vizantijskoj poetici upotrebljava naziv kondak) jesu pesme sastavljene od većeg broja strofa (20 i više) iste konstrukcije, sa refrenom i jednim opštim uvodom; strofe se zovu "tropari". Kanoni su pesme složenije nego himne, jer se sastoje od osam ili devet "oda", a svaka oda od više strofa (tropara); tema svake ode sadržana je u prvoj strofi, koja se zove irmos i predstavlja obrazac za pravljenje pesama tematski uzet iz tzv. devet "biblijskih" pesama, koje su se pevale još od najranijih vremena hrišćanstva; svaki tropar u odi mora odgovarati po broju slogova i akcentu shemi irmosa. Naročito u kanonima primenjen je tzv. akrostih (prvi još kod Metodija, zatim kod Grigorija iz Nazijanza i u Akatistu, ali najviše tek u kanonima), koji je orijentalnog i antičkog porekla. Antičkog je porekla i rima, koja je uglavnom retorska figura i ne odgovara u svemu rimi moderne poetike, a primenjena je često u himnama.

### Roman
Vizantijski roman predstavlja neku vrstu nastavka antičke epike u okviru umetničke književnosti Vizantije, ali je to i najmanje uspeli nastavak helenističkog epskog stvaralaštva. Neuspeh vizantijskog romana objašnjava se njegovom nestvarnošću: on je dalek od života i izveštačen. Uostalom, sve do pojave nekoliko značajnijih romanopisaca u doba humanističke renesanse Komnina (Teodor Prodrom, Konstantin Manasije, Nikita Evgenijan i Evstatije Makrembolit) ne piše se na ovom polju ništa već se pripisuju i čitaju uglavnom romani helenističkog razdoblja.

## Literatura
- R. Beaton, The medieval Greek romance (Cambridge). 1989.  978-0-521-33335-1..
- H.-G. Beck, Kirche und theologische Literatur im byzantinischen Reich (=Handbuch der klassischen Altertumswissenschaft 12,2,1) (Munich). 1977.  978-3-406-01416-1..
- G. Horrocks, Greek: a history of the language and its speakers (London). 1997.  978-0-582-30709-4..
- H. Hunger, Die hochsprachliche profane Literatur der Byzantiner (=Handbuch der klassischen Altertumswissenschaft 12,5) (Munich, 1978) [two volumes].  978-3-406-01427-7.;  978-3-406-01428-4..
- A.P. Kazhdan, A history of Byzantine literature (650-850) (Athens). 1999.  978-960-371-010-3..
- K. Krumbacher, Geschichte der byzantinischen Litteratur (Munich, 1897).
- M.D. Lauxtermann, Byzantine poetry from Psides to Geometres (Vienna). 2003.  978-3-7001-3150-2..
- G. Moravcsik, Byzantinoturcica (Berlin, 1958) [two volumes] (A deceptive title: in fact the most important history of Byzantine secular literature before Hunger).
- Panagiotis Roilos (2005). 'Amphoteroglossia': A Poetics of the Twelfth-Century Medieval Greek Novel. (Cambridge, Mass., 2005).
- J. Rosenqvist, Die byzantinische Literatur: vom 6. Jahrhundert bis zum Fall Konstantinopels 1453 (Berlin). 2007.  978-3-11-018878-3..

## Spoljašnje veze
- Catholic Encyclopedia, s.v. Byzantine Literature
- Byzantine Literature Sources
- Byzantine Texts Архивирано на веб-сајту  (9. април 2007)